# Кривенька качечка

Обкладинка книги «Кривенька качечка», видавництво «Веселка», 1988 рік, ілюстрації — Валентина Мельниченко

Кривенька качечка (Валентина Мельниченко, 1988)

«Криве́нька ка́чечка» — українська народна казка. Пов'язана з темою порушення табу. Подібна до японської казки «Журавлина подяка».

## Сюжет
Бездітні дід і баба йдуть до лісу по гриби, де знаходять качечку зі зламаною ногою. Вони забирають її додому, а самі знову йдуть до лісу. Повернувшись, дід з бабою виявляють, що в хаті прибрано і зготовано їсти. Сусіди розповідають, що бачили як по господарству поралася кульгава дівчинка. Дід з бабою вирішують підглянути хто їм допомагає і бачать як качечка перетворюється на дівчину. Вони кидають її гніздо в піч, щоб дівчина назавжди лишилася людиною. Та картає діда з бабою за їхній вчинок і йде з дому. Наостанок дівчина просить зробити їй веретено та прядку.
Над двором тричі пролітає зграя качок, скидаючи дівчині по пір'їні та закликаючи полетіти з ними. Двічі вона відмовляє, а на третій раз вбирається в пір'я, перетворюється на качку й відлітає.

## Тлумачення
Метафорична суть казки полягає в порушенні узвичаєних заборон і наслідках цих дій: дід та баба знищили гніздо качечки відразу після того як дізналися хто вона, тобто вони чудово розуміли що роблять і коїли це заради власної вигоди аби качечка назавжди лишилась в подобі дівчини і була б і з ними решту життя. Казка має на меті застерегти читачів від таких якостей як: хитрощі, підлість, корисливості та бажання власної вигоди всупереч чужим інтересам. В казці зустрічається дія з числом три: качки тричі пролітали над дівчиною, і таке число зовсім не випадкове. У давні часи, ще до того як на землях України, ухвалили десятинну систему мір, основні кількісні підрахунки ґрунтувалися на числі три, до того ж число три має сакральний біблійський підтекст, бо відомо що Бог триєдиний в своїй подобі: Бог-батько, Бог-син, та Святий Дух.